# سعد بالعبید
سعد بالعبید (انگلیسی: Saad Balobaid؛ زادهٔ ۲۷ ژانویهٔ ۲۰۰۰) بازیکن فوتبال اهل عربستان سعودی است.
وی همچنین در تیم ملی فوتبال زیر ۲۳ سال عربستان سعودی بازی کرده است.